# Література Стародавнього Єгипту

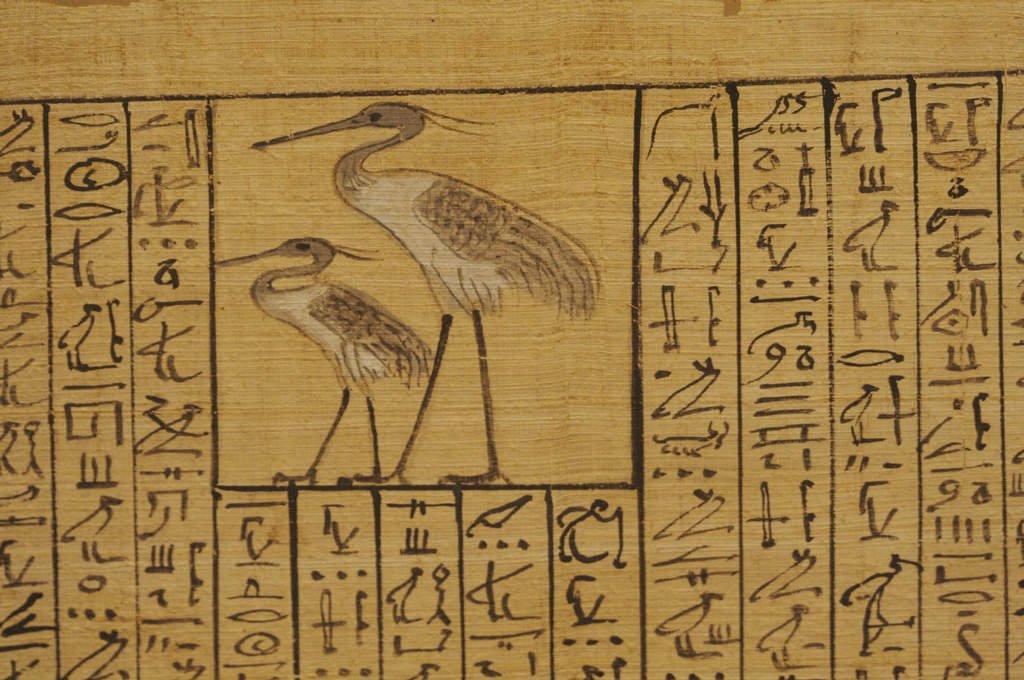
Папірус

Література Стародавнього Єгипту — література від Стародавнього до Пізнього царства. Була складена єгипетською мовою на основі ієратіки та ієрогліфів. Була представлена у вигляді різних видів прози та поезії.

## Загальний опис
Єгипетська література, написана з періоду фараонів до кінця греко-римського панування разом з шумерською літературою вважається першою літературою світу. За три тисячі років єгиптяни створили багату художню літературу, розробили її різні жанри.
До періоду Давнього царства (XXVI—XXII століття до н. е.) в літературну творчість входили поховальні тексти, листи, релігійні гімни, вірші та пам'ятні автобіографічні тексти, розповідають про кар'єри видатних вельмож. Тільки на початку Середнього царства (XXI—XVII століття до н. е.) була створена оповідна література. Була результатом піднесення інтелектуального класу писарів, нових культурних почуттів індивідуальності, безпрецедентних рівнів грамотності й більшого доступу до письмового матеріалу. Давньоєгипетська художня література не було зафіксовано в письмовій формі до початку XII династії часів Середнього царства.
Протягом давньоєгипетської історії, читання і письмо були основними вимогами для служби в державних установах, хоча урядовці отримали допомогу в повсякденній роботі від елітної, грамотної соціальної групи — писарів. Останнім треба було навіть «організувати розкопки озера і будівництво цегельного пандуса, визначати число чоловіків на транспортування обеліска і організувати постачання військової місії». Крім того, щоб служити в уряді, писарі також надавали послуги неписьменним людям в складанні листів, рекламних матеріалів та юридичних документів.
Вважається, що письменні люди становили близько 1 % населення, інша частина включала неписьменних селян, пастухів, ремісників та інших робочих, а також торговців, яким потрібна була допомога писарів-секретарів. Привілейований статус писаря є предметом популярного в період Рамессидів навчального тексту «Сатира професій», в якій автор висміював тяжкість професій скульптора, столяра, гончара, рибалки, хлібороба, гінця і інших в противагу професії переписувача.
Найбільш пізнім ієрогліфічним текстом Стародавнього Єгипту вважається напис в храмі на о. Філе, що датується 394 роком н. е. за часів правління римського імператора Феодосія I.

### Запис текстів

Давньоєгипетський остракон

Тексти виконувалися найрізноманітнішими пристосуваннями. Поряд з долотом, необхідним для вирізання написів на камені, головним інструментом для письма в Стародавньому Єгипті була очеретяна ручка.
Ручки умочували в пігменти: чорний (вугілля) і червоний (охру) — для запису на сувоях папіруса — тонкого матеріалу, виготовленого при склеюванні смуг серцевини стебел рослини Cyperus papyrus, а також на невеликих керамічних або вапнякових черепках. Вважається, що папірусні сувої були досить дорогими комерційними предметами, оскільки багато з них є палімпсестами — рукописами, в яких більш старий текст змитий або зіскоблений, щоб звільнити місце для нового[18]. Це явище, разом з практикою відривання частин папірусних документів для більш маленьких листів, говорить про те, що були сезонні дефіцити, викликані обмеженим вегетаційним періодом рослини Cyperus papyrus.
Це також пояснює часте використання остраконів і вапнякових пластівців як засобу написання для більш коротких письмових робіт. Крім каменю, керамічних остраконів і папірусу писали на дереві, слоновій кістці і гіпсу.

## Мета і завдання
Тексти Давнього царства використовувалися головним чином для підтримки божественного культу, для збереження душі в загробному житті і для особистого бухгалтерського обліку. Тільки в Середньому царстві тексти були написані з цілями розваги та задоволення інтелектуальної цікавості.
За однієї з гіпотез письмові твори Середнього царства були транскрипціями усної літератури Давнього царства. Принаймні відомо, що деякі усні вірші були перенесені в письмову літературу. Наприклад, пісні носіїв носилок були збережені в письмовій формі в могильних написах Давнього царства.
Майже всі літературні тексти писалися під псевдонімами, часто помилково приписувалися до таких відомих людям більш ранньої історії, як фараони і чаті. Тільки твори літературних жанрів повчання й жалобного дискурсу іноді приписувалися історичним авторам. Тексти в таких жанрах як «оповідні розповіді» ніколи не писалися під ім'ям відомої історичної особистості.
Автори приватних і іноді зразкових листів зазвичай визнавалися. Приватні листи, отримані або написані фараоном, іноді вписувалися ієрогліфами на кам'яних пам'ятників на честь монархії, і укази фараонів, вписані на кам'яних стелах, часто оприлюднювалися.

## Прозорова творчість

### Оповідальна література
Ці літературні форми, зокрема «Красномовний селянин», підкреслюють тему індивідуального героя, що кидає виклик суспільству і прийнятим ідеологіям часів фараонів.
Казки та оповідання є, ймовірно, найменш представленим жанром зі збереженої літератури Середнього царства і середньоєгипетської мови. З рамессідського періоду Нового царства до пізнього періоду Стародавнього Єгипту, однак, оповідна література становить більшість збережених літературних творів. Серед важливих оповідань можна назвати твори «Казка про двір царя Хеопса», «Цар Неферкаре і генерал Сасенет», «Казка про Правду і Кривду», «Красномовний селянин», «Сказання Сінухе» і «Казка про потерпілого аварію корабля». Оповідальний корпус Нового царства включає «Казка про сварку царя Апопі і володаря Фів Секененра», «Історію про взяття Іоппії», «Казку про приреченого царевича», «Повість про двох братів», і «Подорож Уну-Амона».
Оповідна література набула розвитку у I тис. до н. е.. Більшість з них записано демотикою, зокрема оповідання «Стели голоду» (написане при Птолемеях, але з сюжетом про Давнє царство), і цикли оповідань еліністичного і римського періодів, які перетворять відомих історичних діячів, таких як Хаемуас (XIX династії) і Інароса (першого перського періоду) у вигаданих, легендарних героїв. До цього, в оповіданнях новоєгипетською мовою, автори найчастіше описували божественних і міфологічних героїв.
Інтерес являє «Повість про красномовного селянина». Дія повісті відноситься до часу царювання X династії. Власне, дії як такого в повісті майже немає. Вона містить дев'ять надзвичайно витіюватих промов селянина перед могутнім сановником, в яких селянин обурюється тим, що підлеглий сановника його пограбував. Промови ці записуються і в письмовому вигляді доставляються фараону, також любителю красномовства, як і сановник. Потерпілому відшкодовують понесені ним збитки, більш того — його винагороджують.
Низка єгиптологів визначають давньоєгипетські казки як непам'ятні, що не відіграють якоїсь визначеної функції, вигадані розповіді, які зазвичай використовують ключове слово «оповідати» (sdd). Є найбільш відкритим видом, що включає в себе елементи інших літературних жанрів, чому є чимало прикладів. Так, розділ казки про Сінуха, в якому починаються пригоди в чужоземних країнах, як «заупокійна самопрезентація», що в певному сенсі пародіює типові автобіографії, знайдені на поховальних стелах.
Приклад експедиційного звіту з елементами міфічного оповідання «Казку про потерпілому аварію корабля». Дана історія є одним з найбільш ранніх прикладів кар'єрного звіту. Проте наявність в історії чарівного безлюдного острова і персонажа в образі змія, що розмовляє, класифікують це оповідання як типову казку. У той же час такі історії як «Сказання про Сінуха», «Взяття Іоппії» і «Приречений царевич» містять повністю вигадані подорожі єгиптян за кордоном. «Доповідь про подорож Уну-Амона», в свою чергу, швидше за все заснований на реальних звітах єгиптянина, який відвідував Бібл в Фінікії, щоб зробити закупівлю кедра для суднобудування за часів царювання Рамсеса XI.
Сюжетні казки та оповідання зустрічаються найчастіше на папірусах, однак часткові, а іноді і повні тексти також виявлені на остраконах. Так, «Казка про Сінуха» виявлена на 5 папірусах, написаних за часів XII і XIII династій. Цей же текст потім був багато разів скопійований на остраконах протягом XIX—XX династій. Один з них містить повний текст історії, написаний з обох боків.
Казка «Повість про двох братів» має типово народну забарвлення: обидва брати — селяни, хлібороби, молодший брат, тяжко працюючи на полі і вдома, добуває їжу для старшого і його дружини. У казці йдеться про невірну дружину старшого брата, що безуспішно намагалася спокусити молодшого брата. Потім вона обмовляє на нього своєму чоловікові, заявивши, що молодший брат намагався її збезчестити. Ображений та принижений молодший брат за допомогою богів рятується від старшого. Він віддаляється до Лівану в «долину кедрів», де з ним відбуваються всілякі чарівні пригоди. Зрештою старший брат, стурбований долею молодшого, допомагає йому повернутися до Єгипту. Зрадлива дружина віддана смерті, і молодший брат стає фараоном Єгипту.
Зовсім до іншого жанру відносяться казки папірусу Весткар (кінець Середнього царства). Вони об'єднані спільною рамкою: фараон IV династії Хуфу (Хеопс) нудьгує і каже своїм синам, що він хоче почути від них розповіді про старовину; його сини — Джедефхора, потім Хафра (Хефрен), наступник Хуфу, іБауфра — по черзі розповідають батькові казки. Об'єднання казок чи оповідань за допомогою рамки — композиційний прийом, відомий літературам Заходу у пізні часи (наприклад, «Декамерон»), і Сходу (наприклад, «Панчатантра», «Тисяча і одна ніч»). У папірусі Весткар він зустрічається, мабуть, вперше в світовій літературі.
Виявлено цикл оповідань пов'язаний з ім'ям Петубаста, фараона часів ассирійського завоювання, резиденція якого була в Танісі і який був правителем однієї з частин країни. «Сказання про Петубасте» багато в чому історичні: в них згадуються імена інших єгипетських володарів, відомих за анналами ассирійського царя Ашшурбанапала і написів ефіопських фараонів XXV династії. Але в цілому це не історичний твір, а історизовані легенди з безліччю достовірних і фантастичних епізодів.

### Життєписи
Найраніші «пам'ятні написи» Давнього Єгипту датуються III тис. до н. е. Метою подібних написів було прагнення людини до пам'яті і вшанування своїх «життєвих імпульсів на противагу смерті».
Серед сучасних вчених немає твердої згоди щодо того, чи існували справжні біографічні і автобіографічні тексти. Одним з основних наукових аргументів проти даної теорії є те, що поняття індивідуальності не існувало як такого до епохи Європейського Відродження. Заувається, що використання займенника «Я» в давньоєгипетських пам'ятних заупокійних текстах не слід сприймати буквально, оскільки передбачається, що їх автор вже помер. І замість автобіографічних похоронні тексти слід розглядати як суто біографічні.
Автобіографія як вид літературного жанру вперше з'явилася за фараона Аменемхета I. На початку розповіді про Сінуха доповідь про смерть фараона Аменемхета I, здійснена його співправителем і спадкоємцем Сенусертом I (1971—1926 роки до н. е.) перед військом, є зразком пропагандистської літератури.
Переважна кількість виявлених автобіографічних текстів тієї епохи, як правило, відносяться до придворних переписувачів і чиновникам. Починаючи з кінця III династії, на поховальних стелах посадових осіб поруч з їх титулами додаються невеликі біографічні деталі. І лише за часів VI династії сюди також починають вписуватися розповіді про життя і кар'єру урядовців. Життєписні записи в гробницях стають більш детальними в період Середнього царства і починають включати в себе відомості щодо родини померлого.
Особливо змістовні і цікаві автобіографії збереглися від часу V і VI династій (десь середина XXVI — середина XXIII ст. до н. е.). Так, в напису Уашптаха, чаті та головного будівельника фараона V династії Неферкара, що поагно зберігся, міститься драматична розповідь про раптову смерть цього вельможі. Цар в супроводі своїх дітей і почту оглядав будівельні роботи, які очолював Уашптах. Він висловив задоволення їх ходом і раптом помітив, що чаті йому не відповідає. Виявилося, що той в непритомності. Фараон розпорядився перенести його до палацу і негайно викликати придворних лікарів. Вони з'явилися зі своїми папірусами-довідниками, але все їхнє мистецтво виявилося марним: вірний слуга царя раптово помер. Зберігся не лише фрагментарний запис цієї історії, зберігся і чудовий барельєф, що відобразив її кульмінацію — смерть сановника.
Дуже цікавий напис залишив на стінах своєї гробниці поблизу першого нільського порога, у нинішнього Асуана, Хархуф, правитель найпівденнішій області Єгипту — Елефантини, служив двом фараонам VI династії. тут йдеться про успішні походи до країни Іам (в глиб Африки).
За часів Нового царства деякі тексти були присвячені також офіцерам і солдатам. В автобіографічних записах Пізнього періоду простежується велика напруга того часу і численні звернення до божеств, щоб досягти успіху з їх допомогою в житті. Водночас самі ранні автобіографії описували винятково досягнення і святкування успішного життя, подібні тексти пізнього часу історії Стародавнього Єгипту часто включають нарікання з приводу передчасної смерті й в цьому плані чимось схожі на давньогрецькі епітафії.
Близько до них належить текст демотического папірусу Райландс IX. Цей величезний папірус в 45 м завдовжки списаний з обох сторін. У ньому розповідається історія жрецької родини з міста Таюджі. Історія насичена достовірними побутовими деталями, подібно розповідями Сінуха або Ун-Амона, не містить ніяких фантастичних або надприродних елементів.

#### Історичні описи
Сучасні історики вважають, що деякі біографічні або автобіографічні тексти є дуже важливими історичними документами. Так, біографічні стели, що встановлені в молитовнях гробниць військових полководців, що жили при Тутмосі III, надають велику частину інформації стосовно війн того часу в Сирії і Палестині. Стосовно військових кампаній цього часу зберігають у так звані «Хроніки Тутмоса III», висічені на низці архітектурних пам'яток, які були побудовані в період його панування. Хроніки Рамсеса II описують битву при Кадеш проти хетських військ і є першою епічною поемою в давньоєгипетській літературі, що відрізняється від всіх попередніх поезій, що призначалися лише для святкувань.

### Повчання

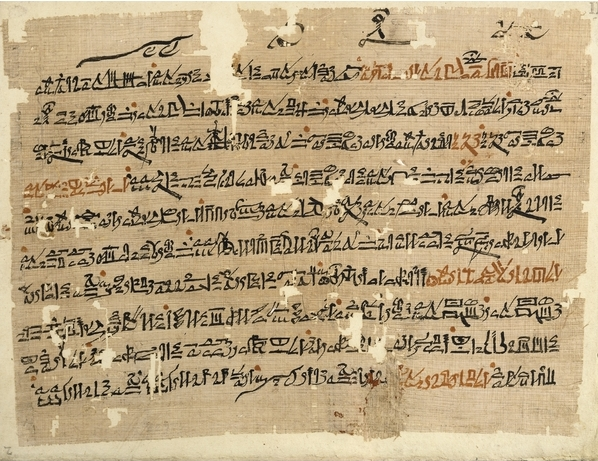
Повчання Аменемхета I

Жанр «повчання» (або «вказівки», «інструкції»), а також жанр «роздумуючи дискурсу», можуть бути згруповані в рамках більш широкого корпусу літератури мудрості, поширеної в давнину на Близькому Сході. Жанр мав дидактичний характер і, як вважають, входив в Середньому царстві в програму освіти писаря. Проте, повчання часто включають в себе розповідні елементи розважального характеру. Є докази того, що тексти повчання були створені в першу чергу не для використання в освіті, а в ідеологічних цілях.
Так, вигадане повчання Аменемхета I (бл. 1991—1962 роки до н. е.) своїм синам «далеко виходить за рамки шкільної філософії, і немає ніякого відношення до школи в попередженні своїх дітей бути вірними царю». Тексти повчання, навпаки, наголошують на необхідності дотримання прийнятих догм.
Ключовими словами в викладанні текстів є «знать» (rh) і «навчити» (sba.yt). Ці тексти зазвичай мають назву «повчання зроблене X-му для Y-а», де X може бути авторитетною фігурою (наприклад, чаті або фараоном), що надає моральну вказівку своєму синові або своїм синам. Іноді важко визначити, скільки є вигаданих адресатів, оскільки в одному тексті іноді використовується і єдине і множинне числа.
Прикладами жанру повчання є «Принципи Птахотепа», «Повчання Кагемни», «Повчання Імхотепа», «Повчання Джедефхора» «Повчання для царя Мерікара», «Повчання Аменемхета», «Повчання Харджедефа», «Вірнопіддане повчання» і «Повчання Аменемопе». Збережені від Середнього царства повчальні тексти все написані на папірусах. Жодних освітніх остраконаів від Середнього царства не записано.
«Повчання Імхотепа» не збереглися, а від «Повчання Джедефхора» (син фараона Хеопса, будівельника піраміди останнього) залишилися лише незначні уривки. Самий ранній приклад дерев'яного шкільного дошка з копією навчального тексту (повчання Птахотепа) сходить до XVIII династії. Написано лаконічною та образною мовою, чудовим стилем. Складається з 45 або 46 більш-менш розгорнутих, іноді подібних за змістом настанов. Вони дуже конкретні, велика їх частина вводиться умовним «Якщо ти …».
Повчання Птахотепа і Кагемни обидва знайдені на папірусі Пріссом, написаний за XII династії. «Вірнопіддане повчання» збереглося лише в рукописах Нового царства, хоча копія першої половини зберігається на кам'яній стелі на честь чиновника Сехетепібре XII династії. Повчання Мерікара, Аменемхета і Харджедефа є справжніми текстами Середнього царства, але зберігаються лише в копіях Нового царства. «Повчання Аменемопе» є компіляцією Нового царства.
Повчання існували до кінця епохи Пізнього царства. Повчання якогось Анхшешонка, що міститься в папірусі Британського музею, та повчання з Луврського папірусу, нічим не відрізняється від повчань періоду Давнього царства.

### Плачі, бесіди, діалоги та пророцтва

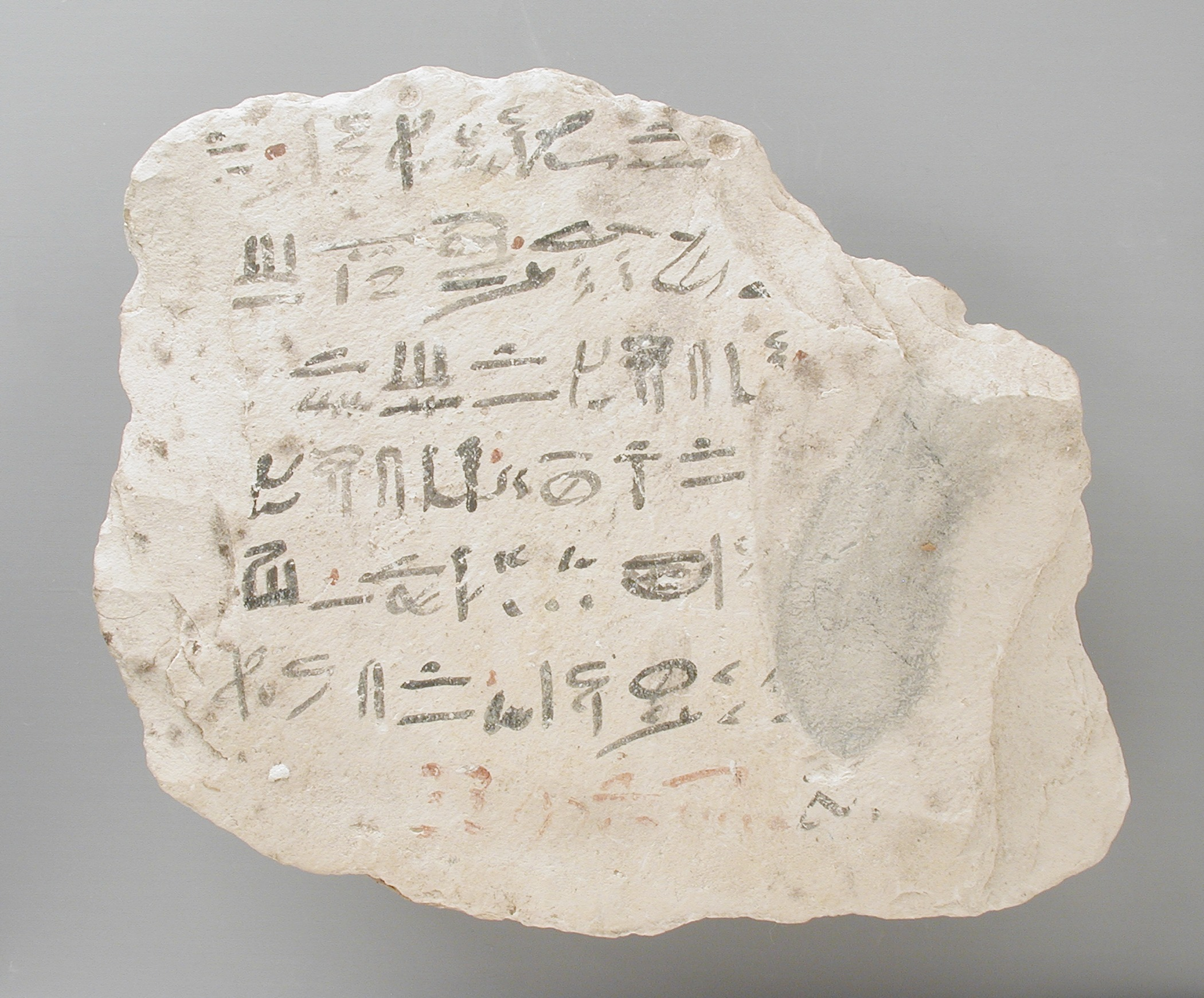
Пророцтво Неферті

До жанру Середнього царства — «пророчих текстів», «плачів», «бесід», «діалогів» або «апокаліптичної літератури» — належать такі твори, як «Вислів Іпувера», «Пророцтво Неферті» і «Бесіда розчарованого зі своїм духом» (відносяться до Першого перехідному періоду). Наскільки відомо, цей жанр не мав прецедентів в Стародавньому царстві, і ніяких оригінальних творів не було написано в Новому царстві.
Тим не менш, твори типу «Пророцтво Неферті» часто копіювалися в рамессидський період Нового царства, коли цей жанр Середнього царства був канонізовано, але припинено. Єгипетська пророча література відродилася в грецькій династії Птолемеїв і в римський період, коли написані були такі твори, як «Демотична хроніка», «Оракул агнця», «Оракул гончара» та два пророчих тексти, в яких головним героєм є Нектанеб II (бл. 360—343 до н. е.).
У текстах Середнього царства темами, що об'єднують, є різні песимістичні прогнози, описи релігійних і соціальних змін і великого розладу по всій землі, часто зустрічаються синтаксичні формулювання «потім/зараз».
І хоча практично всі ці тексти описують різні нарікання, «Пророцтво Неферті» відступає від цієї моделі і описує позитивне вирішення виникаючих світових проблем. Дане оповідання збереглося лише на зразках XVIII династії. Разом з тим у зв'язку з політичним змістом, «Пророцтво Неферті» було спочатку написано під час або невдовзі після правління фараона Аменемхета I. Деякі дослідники вважають його політичним памфлетом, що призначався для підтримки нової XII династії, яка була заснована Аменемхетом I, що узурпував трон після Ментухотепа IV з XI династії. В оповіданні фараон Снофру (2613—2589 роки до н. е.) з IV династії викликає в суд мудреця, вчителя і священнослужителя Неферті. Неферті оповідає фараону пророцтва про те, що скоро земля увійде в епоху хаосу, натякаючи на Перший Перехідний період, і що лише праведний володар на ім'я Амен зможе відновити колишню славу і могутність держави. В Амені розпізнається Аменемхет I.
Аналогічна модель перетворення бурхливого і хаотичного періоду в золотий вік завдяки фараону-рятівникові простежує в «Оракулі агнця» і «Оракулі гончара», хоча для їх читачів, які мешкали за часів римського панування, можливого рятівника потрібно було ще чекати в майбутньому.
Цікавими є вид бесіди, де вигадані глядачі відіграють дуже активну роль в процесі обміну діалогами. Яскравими прикладами є «Вислів Іпувера» за часів XII династії (збереглося лише на папірусах часів XIX династії) та «Бесіда розчарованого зі своїм духом Ба» близько XII династії (збереглася на оригінальному фрагменті папірусу XII династії — Берлінському папірусі № 3024). В першому мудрець Іпувер звертається до неназваного фараона та його почту, де описує жалюгідний стан, в якому опинилася країна. Він звинувачує володаря в нездатності дотримуватися справжніх царських чеснот. Цей текст розцінюють як своєрідне попередження наступним царям або як спробу легітимізації правлячої династії, протиставляючи її пануванню бурхливий період, який був до цього. У другому тексті людина розповідає про розмову під час зустрічі зі своїм Ба (елементом єгипетської душі) про те, що він продовжує жити в розпачі і шукає смерті, як способу для втечі від земних страждань.

### Байки
Серед демотичних текстів в період Пізнього царства зустрічається новий, раніше невідомий в Єгипті казковий жанр, близький за своєю специфікою байці, бо в ньому всі дійові особи — лише тварини. Втім це не самостійні байки, вони є частиною більш великого тексту міфологічного змісту, що оповідає про пригоди в Ефіопії «ока сонця» — богині, доньки Ра, яка прийняла образ кішки. Ра посилає за своєю донькою бога Тота. Останній перетворюється то в павіана, то в шакала, і, намагаючись здобути довіру богині-кішки, розповідає їй байки зі світу тварин. Серед них байки про кішку і шуліку, лева і мишу та ін. Байка про лева і миші дуже схожа на відповідну байку Езопа: миша рятує життя могутньому леву, який потрапив в тенета, які розставлені людиною, тому що лев до цього подарував миші, яка була в його владі, життя. Кожна байка, як це і належить, закінчується мораллю, яка пояснює її суть.
Лейденський папірус, який містить ці байки, відноситься до I—II ст. н. е., але вважається, що єгипетська байка існувала значно раніше цього папірусу, оскільки деякі малюнки сатиричного характеру, що зображують тварин і відносяться до епохи Рамессидів, є наче ілюстраціями до її сюжетів. Зустрічаються байки також в інших папірусах, окрім Лейденського. З огляду на це вчені висловлюють припущення, що байка проникла до Стародавньої Грецію з Єгипту або у грецькій та єгипетській байки було загальне джерело.

### Епістолярний жанр
Зразкові або супровідні листи згруповані в єдиний літературний жанр. Згорнутий папірус з мокрою грязьовою печаткою використовувався для пересилання далеких листів, в той час як остракони часто використовувалися для передачі коротких неофіціальних листів, призначених для одержувачів, що мешкали поблизу.
Листи з офіційним царським листуванням спочатку писалися ієратичним шрифтом, а іноді, з огляду на важливість подібних послань, зображувалися ієрогліфами на камені. Різні тексти, написані школярами на дерев'яних дощечках відносять до зразкових листам. Деякі приватні листи школярів слугують прикладом епістолярних зразкових послань, які складалися їхніми вчителями або батьками. Втім ці листи зрідка включалися до складу навчальних рукописів. Замість них туди поміщалися насамперед вигадані тексти. Загальна мовна формула, яка використовується в подібних посланнях, звучала як «Офіційний А. звертається до писаря (тобто учня) Б.».
Найдавніші приватні листи були виявлені в поховальному храмі фараона Джедкара Ісесі (2414—2375 роки до н. е.) з V династії. Інші подібні листи датуються VI династією, коли особисті послання почали перетворюватися в окремий літературний піджанр. Освітня збірка «Книга Кеміта», що відноситься до XI династії, містить перелік різних епістолярних вітань й закінчується розповіддю у формі листа, що є пам'ятним життєписом. Також з часу Середнього Царства було виявлено й інші приватні листи, схожі на «Книгу Кеміта». Папірус Хеканахта, написаний заможним землеробом часів XI династії являє собою найдовший приватний лист за всю історію Стародавнього Єгипту.
Наприкінці епохи Середнього Царства спостерігається деяка стандартизація епістолярних формул, які використовуються для передачі низки послань, наче в депешах, відправлених в фортецю Семне в Нубії під час правління фараона Аменемхета III (1860—1814 роки до н. е.). Подібні послання також складалися протягом усіх трьох династій Нового Царства.
Водночас перші звернення до померлих відомо з епохи Давнього Царства, написання спеціальних послань до божествам в епістолярній формі початок практикуватися лише в період Нового Царства і стало дуже популярним під час царювання перських царів і Птолемеїв.
Епістолярний «Сатиричний лист» з папірусу Анастасі I було написано при XIX династії і є зразком педагогічного дидактичного тексту, який було скопійовано учнями на численних остраконах. В ньому міститься вітання з усіма побажаннями для цього і подальшого життя, риторичне склад, тлумачення змісту афоризмів у літературі, застосування математики до інженерних завдань і розрахунку поставок для війська, географія Західної Азії. Крім того, називають його полемічним трактатом, в якому мова йде про вивчення різних термінів для позначення місць, професій і речей. Так, не прийнятно було просто знати географію і назви місць Західної Азії, але важливо було враховувати також її топографію і можливі маршрути. Щоб полегшити вивчення матеріалу, даний текст використовує сарказм та іронію.

### Граффіті
Давньоєгипетські графіті розглядаються як окремий літературний жанр. Під час Нового Царства писарі, що побували в місцях розташування стародавніх пам'ятників, часто залишали повідомлення на стінах священних храмів і пірамід, що переважно уславляють ці споруди.
Деякі вчені не вважають, що ті, хто залишили подібні написи, були завжди писарями. Ймовірно, серед них були також звичайні прочани і стародавні «туристи», які відвідували святі місця, щоб таким чином звернутися до богів. Існує доказ у вигляді навчального остракону, виявленого в гробниці Сененмута, що шаблони для подібних графіті складалися в школах писарів. Так, в одному з графіті, залишених на стінах в поховальному храмі фараона Тутмоса III в Дейр ель-Бахрі, виводяться у вигляді молитви змінені «Принципи Птахотепа».
Стародавні писарі зазвичай намагалися робити свої написи на стінах так, щоб їх можна було відрізнити серед інших подібних. Часто це призводило до того, що одні графіті вписувалися поверх інших, таким чином спотворюючи зміст попередніх послань.

## Поезія і пісенна творчість
Заупокійні вірші були покликані зберегти душу фараона після смерті. «Тексти Пірамід» є одним з перших збережених прикладів поетичних віршів в релігійній літературі. Ці тексти не народжуються ні в одній з попередніх пірамід або гробниць до панування фараона Унаса (2375—2345 роки до н. е.), який звів свою піраміду в Саккарі. Вони виконували функцію збереження і оберігання душі государя в потойбічному житті.
Зрештою подібні написи стали зображати також в гробницях багатьох царських підданих. Різноманітні збірки ритуальних текстів згодом вийшли з «Текстів Пірамід», зокрема «Тексти Саркофагів», 125 глава «Книги Мертвих», «Літанія Ра» і «Книга Ам-Туат». Вони скрізь записувалися на папірусах в епоху Нового Царства до самого занепаду єгипетської цивілізації.
Вірші створювалися для того, щоб вихваляти царську владу. Так, наприклад, в храмі Амона-Ра в Карнаці фараон Тутмос III з XVIII династії наказав звести стелу на честь своїх військових перемог, в якій в поетичному стилі боги всіляко благословляли його і гарантували перемогу над ворогами. Єгипетські вірші були також виявлені на дерев'яних письмових дощечках, використовуваних школярами. Крім уславлених фараонів, вірші також присвячувалися різним божествам і навіть річці Ніл.
Гімни і пісні, що збереглися з часів Давнього царства, складалися здебільшого з ранкових вітальних молитов, які підносилися богам-покровителям в храмах. У ель-Лахуне був виявлений також цикл пісень, присвячений фараону Сенусерту III (1878—1839 роки до н. е.) з Середнього Царства.
Вважається, що ці пісні мали світський характер і призначалися для вітання фараона в Мемфісі, інші дослідники розглядають їх як релігійні тексти, втім зауважують, що між світськими і релігійними піснями відмінність не дуже виражена.
Під час володарювання фараона Ехнатона в гробницях Амарни, а також в гробниці царя Ейє з XVIII династії, зустрічається «Великий Гімн Атону» — божественному сонячному диску, який шанувався в Амарнський період. Це справжній шедевр релігійної лірики. Атон осяває і зігріває землю і все на ній живе, він оспівується як втілення краси природи, джерело життя на землі, творець всіх країн і різних народів, які розмовляють різними мовами, творець всього живого. Гімн не містить ні міфологічних відступів, ні згадок інших божеств. Знайдено подібність між формулюванням цієї композиції і послідовністю віршів з «Книги Псалмів», зокрема в псалмі 104.
З гімнів епохи Середнього царства, звернених до божествам, найбільшими літературними достоїнствами відрізняється гімн до Хапи, богу Нілу. Кілька версій гімну, що збереглися, відносяться до епохи Нового царства, але, ймовірно, що це лише пізні записи, які свідчать про популярність твору. Гімн викликає подвійний інтерес: по-перше, в ньому яскраво відбивається ставлення єгиптян до великій річці, котра не тільки створила їх країну, а й протягом тисячоліть годує її населення; по-друге, ці почуття виражені в ньому в яскравій художній формі. Гімн — не є молитвою, не збіркою прохань, а саме вираженням захоплення і вдячності великій природі, яка дарує життя країні та народу. Гімн поетично оспівує життєдайну силу вод і повеней Нілу, радість народу під час розливу, небезпеки, яка загрожують країні в зв'язку з запізненням розливу.
Лише один з поетичних гімнів зберігся написаним демотичним письмом, разом з тим є низка аналогічних прикладів єгипетських гімнів з епохи Пізнього періоду, які зображені ієрогліфами на стінах храмів.
Поряд з традиційними жанрами лише з часів Нового царства відомо про ще один жанром — любовну лірику. Здебільшого, їх почали записувати в пізньому періоді, проте припускають, що любовні вірші існували задовго до того, як вони були записані. Самий факт їх записи в епоху Нового царства пояснюється підвищенням культурного рівня переписувачів, а також збільшенням їх чисельності. З цього середовища з'являлося все більше і більше осіб, які цікавилися народною творчістю, зокрема любовними піснями. Дослідники порівнюють єгипетські пісні про кохання з «Піснею пісень Соломонових», посилаючись на позначення «сестра» і «брат» по відношенню до тих, хто любить один одного.
Як антитеза загальнопоширеної догми про безсмертя, найтіснішим чином пов'язаної з культом Осіріса, в епоху Середнього царства з'явилася так звана «Пісня Арфіста». «Піснею Арфіста» в єгиптології називають сукупність близько 15 текстів, що дійшли від періоду Середнього та початку Нового царства (останні, проте, є копіями або версіями давніших средньоегипетських оригіналів). Ці тексти пов'язані між собою загальним напрямком думки, одним світовідчуттям і світосприйняттям. Їх виконувалися арфісти і були мовби факультативним доповненням до загробного ритуалу, фактично його заперечуючи. Найдетальніша версія «Пісні арфіста» збереглася в папірусі Харріс 500 часу Нового царства. Вона написана на середньоєгипетською мовою і відноситься до часу фараона XI династії Інтефа. Має яскравий ліричний характер і повинна була виконуватися під час вечері гостей на офіційних бенкетах.

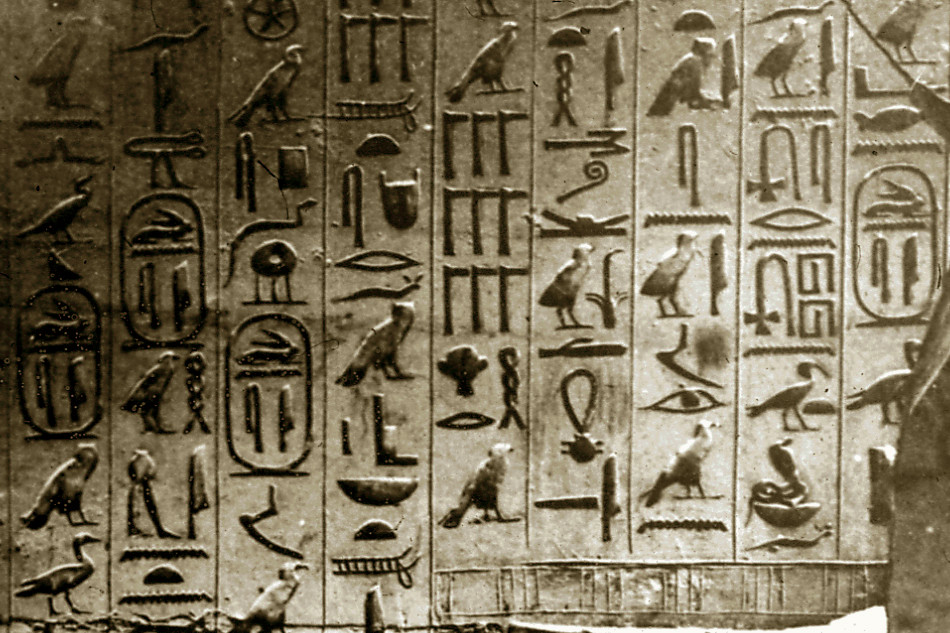
Тексти Пірамід
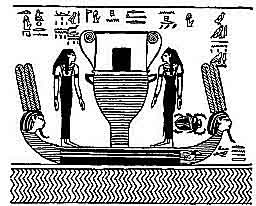
Книга Ам-Туат

## Вплив
Література Стародавнього Єгипту вплинула на давньогрецьку і арабську літературу. Так, події «Історії про взяття Іоппії» пов'язують з тим, як ахейці увійшли всередину стін Трої за допомогою троянського коня. Цей же твір став основою для історії про Алі-Бабу з «Тисяча і однієї ночі». Було висловлено також припущення, що розповіді про Синдбада-мореплавця були навіяні «Повістю про потерпілого аварію корабля».
Деякі пам'ятники єгипетської літератури були прокоментовані вченими стародавнього світу. Наприклад, римський історик Йосип Флавій в своїх роботах з історії часто посилається на історичні тексти Манефона, супроводжуючи їх докладними роз'ясненнями.

## Галерея

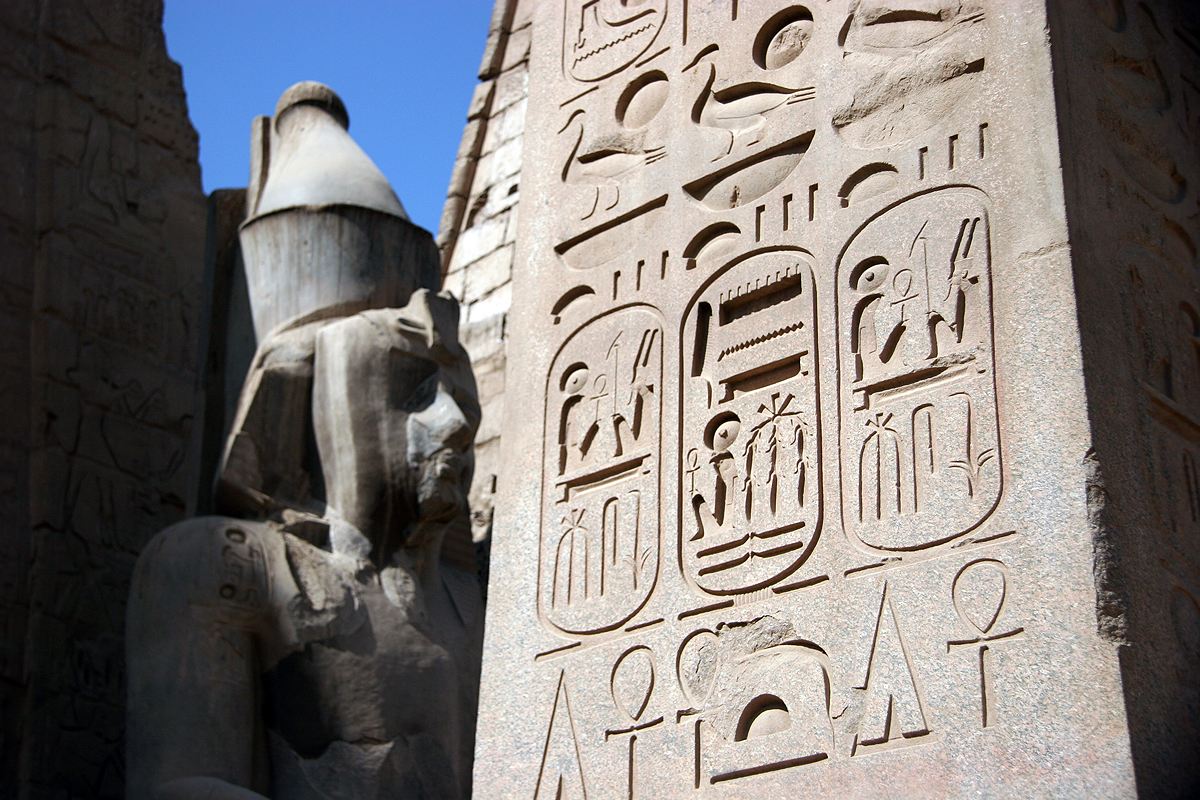
Egyptian hieroglyphs with cartouches for the name "Ramesses II", from the Luxor Temple, New Kingdom
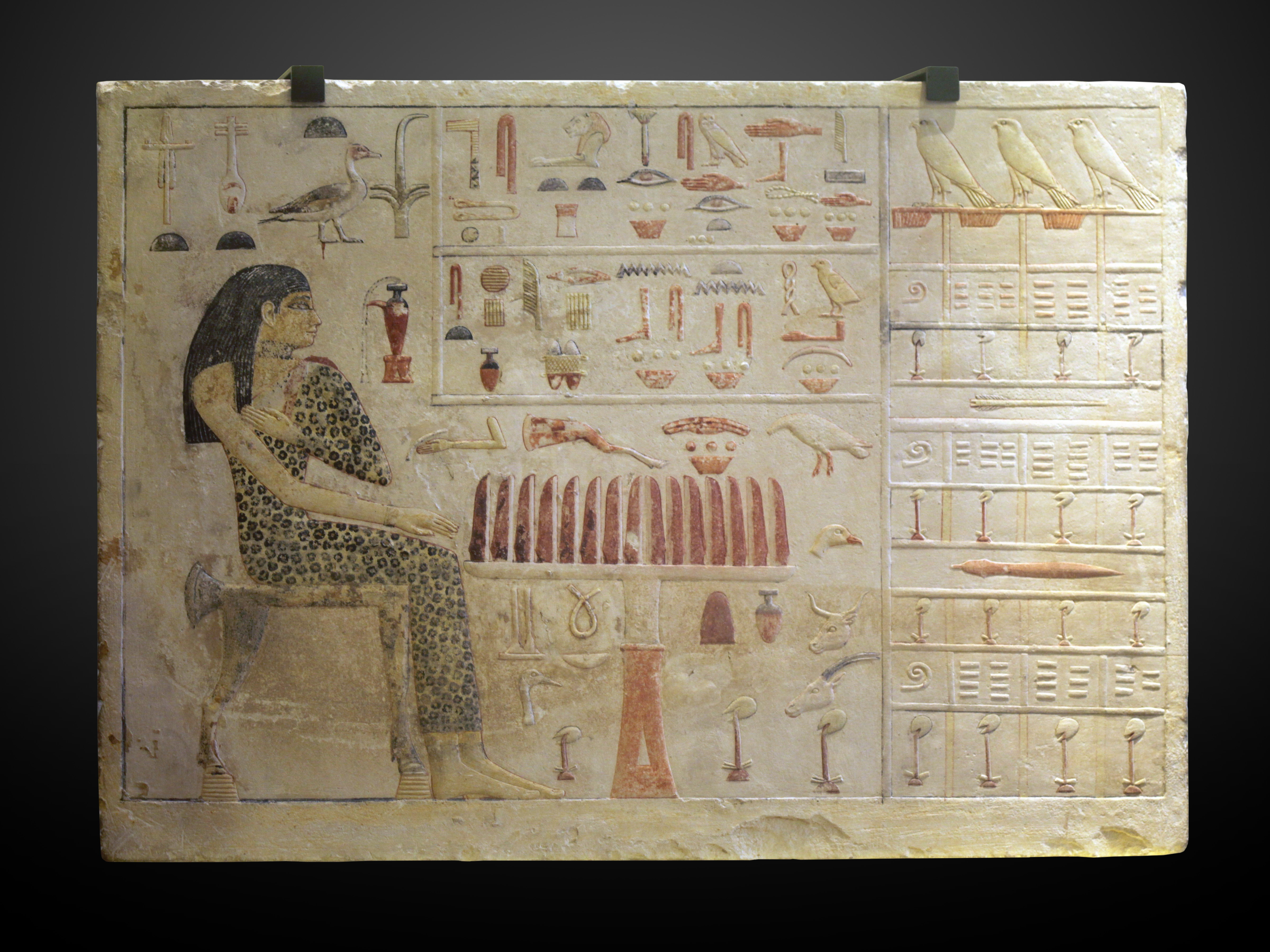
The slab stela of the Old Kingdom Egyptian princess Neferetiabet (dated c. 2590–2565 BC), from her tomb at Giza, with hieroglyphs carved and painted on limestone]]
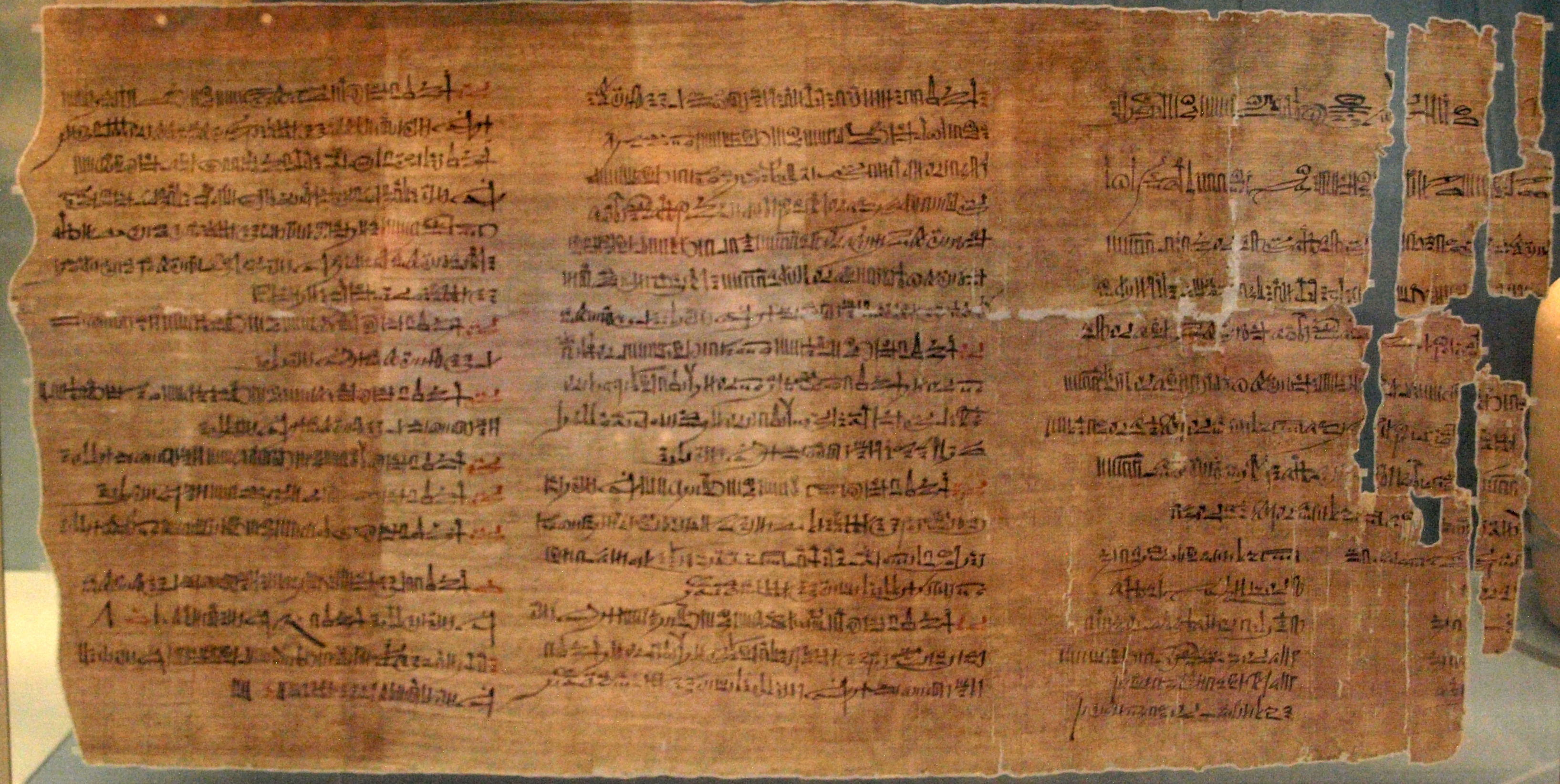
Abbott Papyrus, a record written in hieratic script; it describes an inspection of royal tombs in the Theban Necropolis and is dated to the 16th regnal year of Ramesses IX, c. 1110 BC.]]
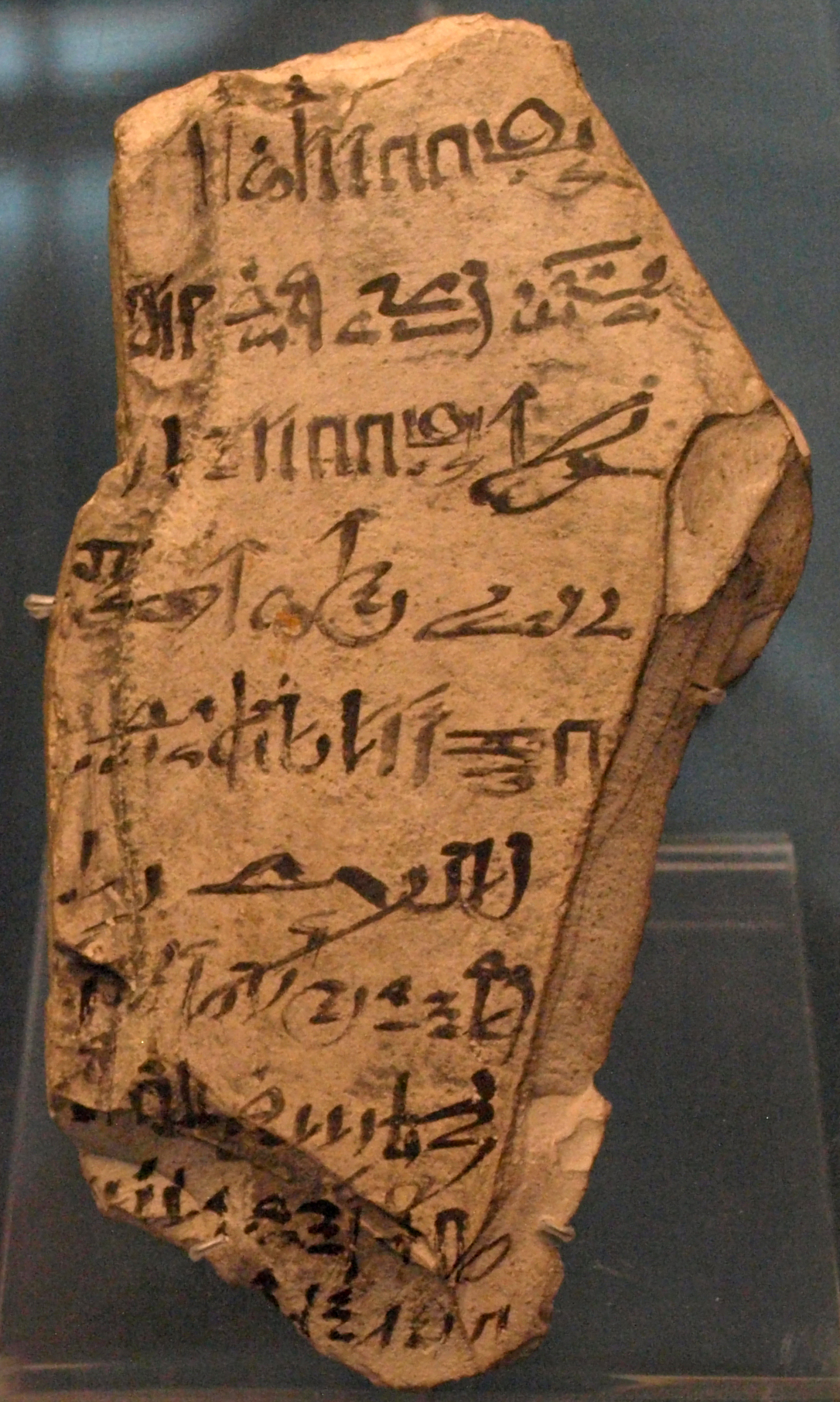
An ostracon with hieratic script mentioning officials involved in the inspection and clearing of tombs during the Twenty-first dynasty of Egypt, c. 1070–945 BC]]
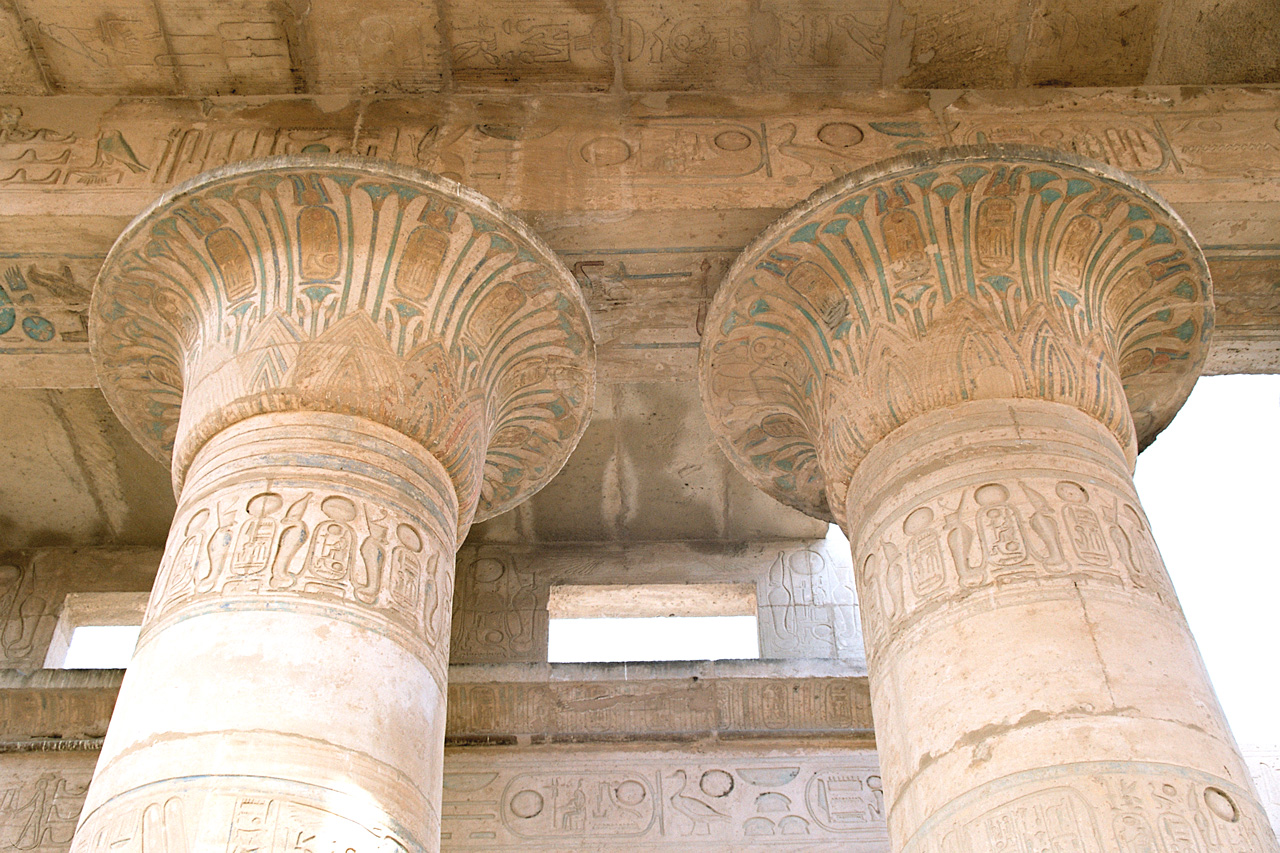
Columns with inscribed and painted Egyptian hieroglyphs, from the hypostyle hall of the Ramesseum (at Luxor) built during the reign of Ramesses II (r. 1279–1213 BC)]]
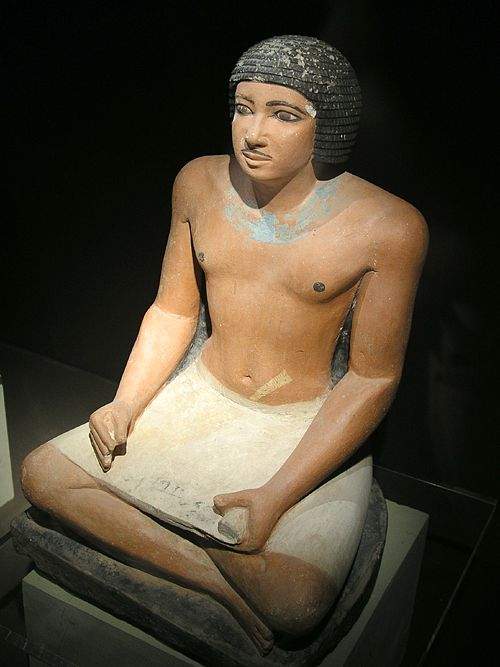
Seated statue of an Egyptian scribe holding a papyrus document in his lap, found in the western cemetery at Giza, Fifth dynasty of Egypt (25th to 24th centuries BC)]]
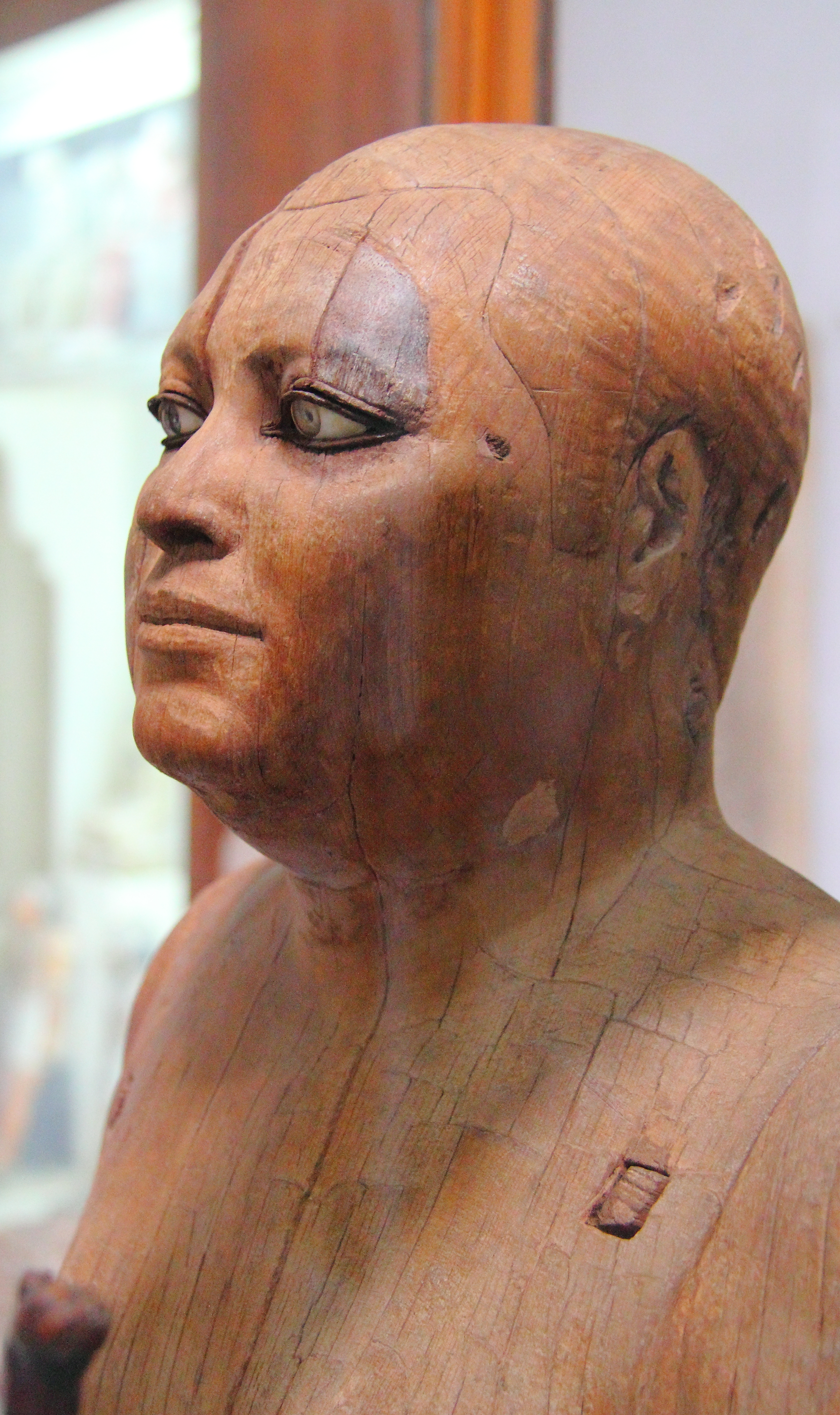
Wooden statue of the scribe Kaaper, 5th or 4th dynasty of the Old Kingdom, from Saqqara, c. 2500 BC]]
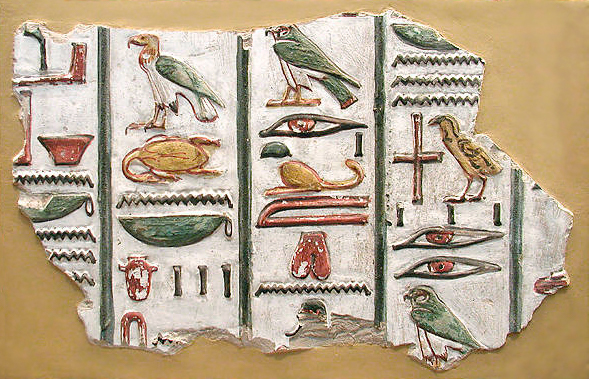
Hieroglyphs from the Mortuary Temple of Seti I, now located at the Great Hypostyle Hall of Karnak
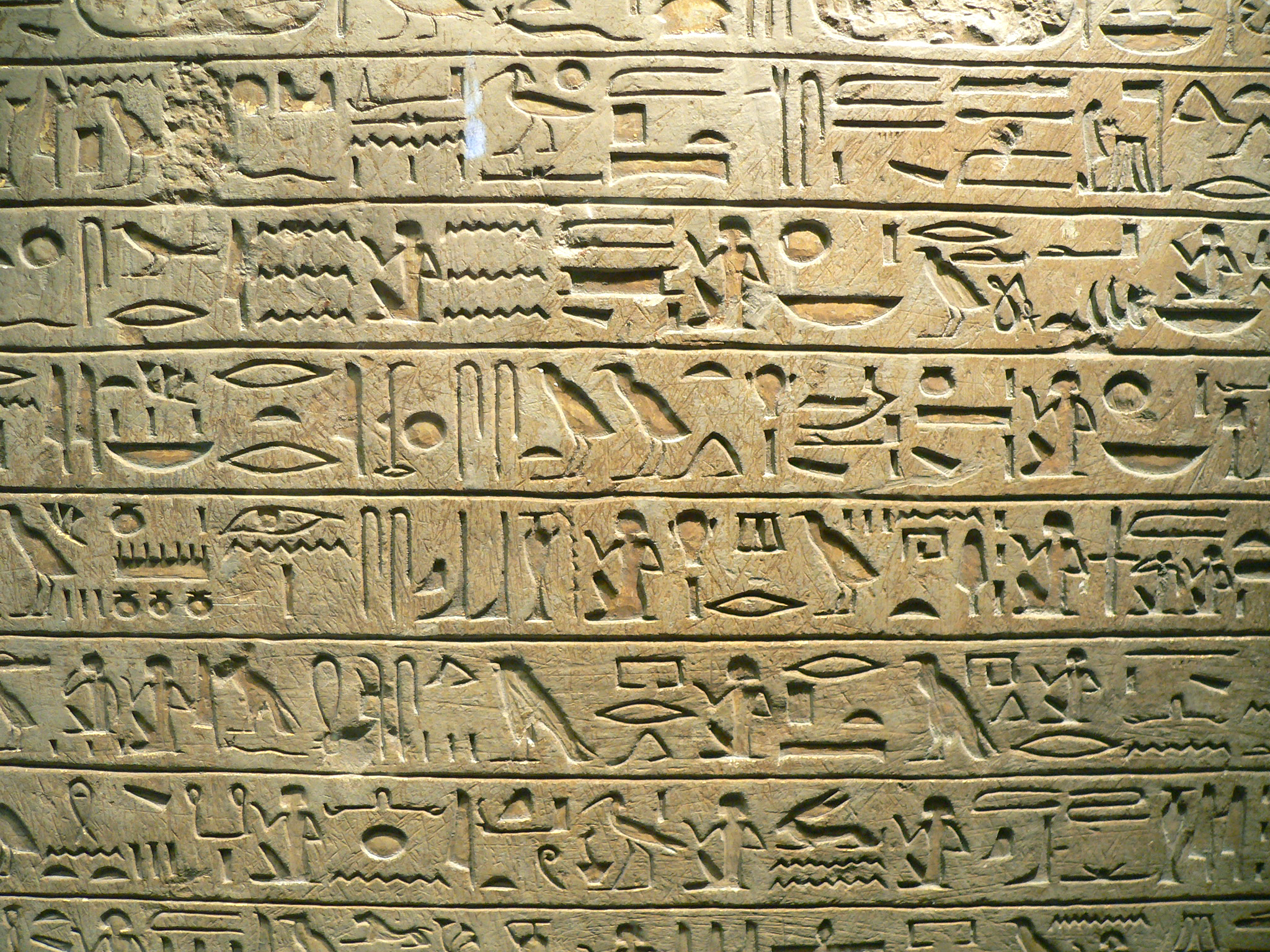
The stela of Minnakht, chief of the scribes, hieroglyph inscriptions, dated to the reign of Ay (r. 1323–1319 BC)]]
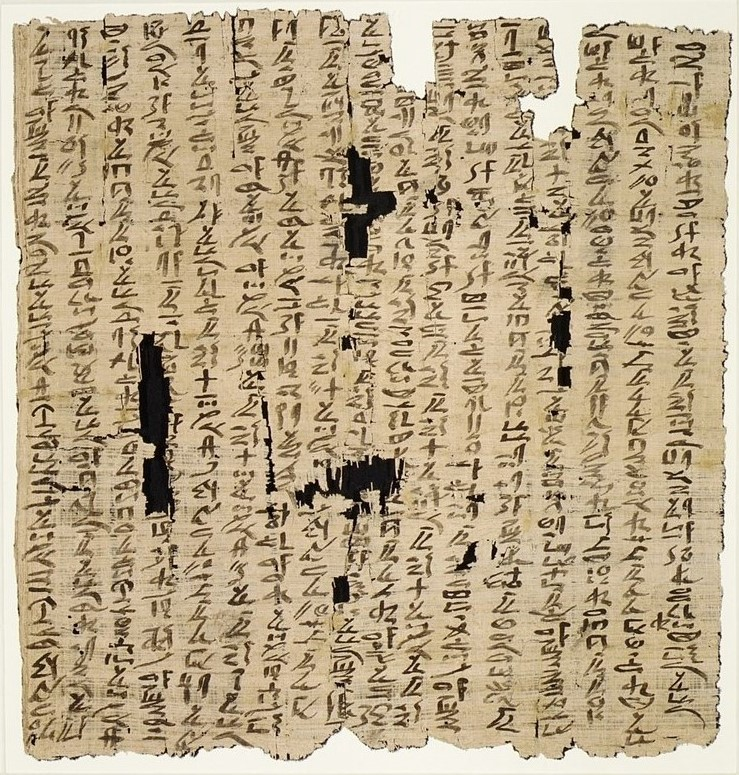
One of the Heqanakht papyri, a collection of hieratic private letters dated to the Eleventh dynasty of the Middle Kingdom]]
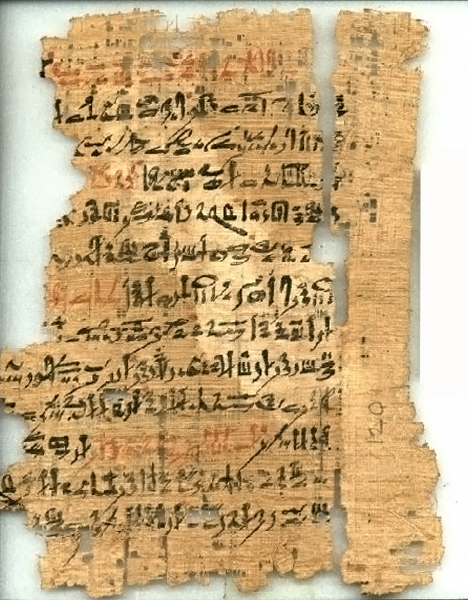
A New Kingdom copy on papyrus of the Loyalist Teaching, written in hieratic script]]
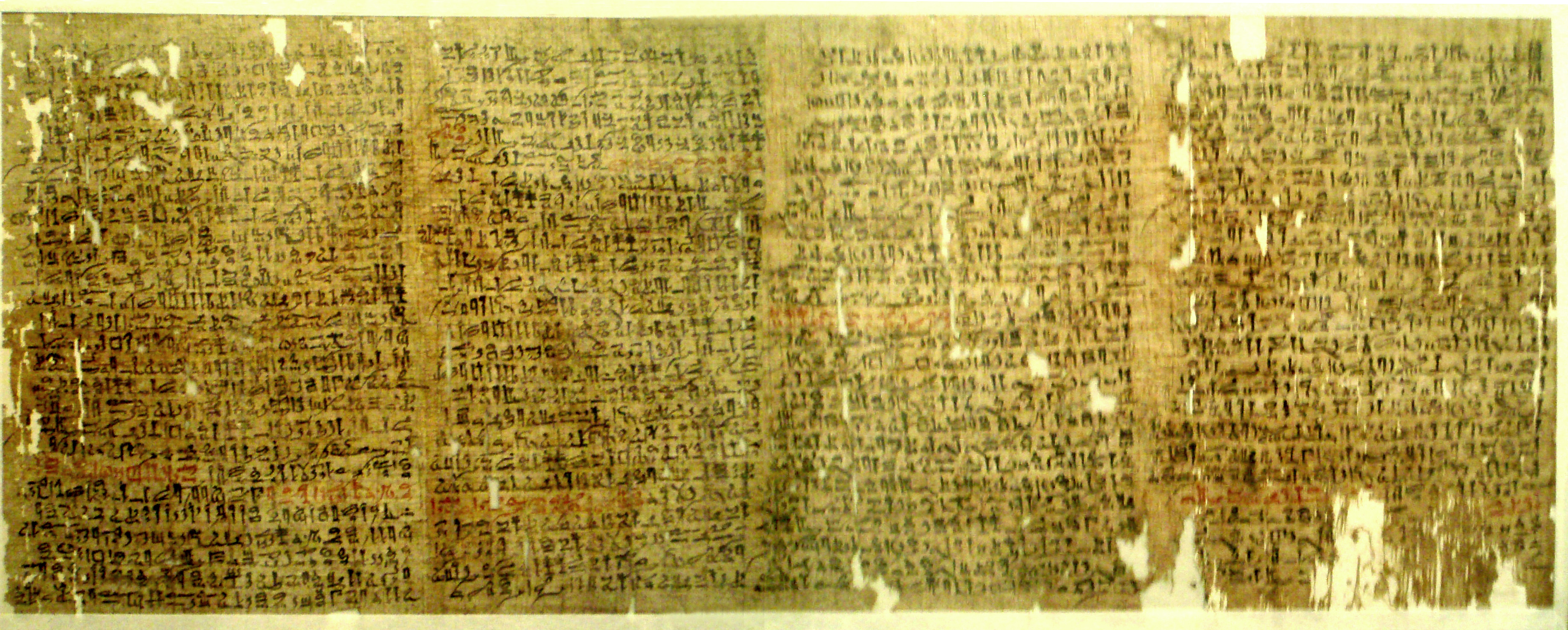
The Westcar Papyrus, although written in hieratic during the Fifteenth to Seventeenth dynasties, contains the Tale of the Court of King Cheops, which is written in a phase of Middle Egyptian that is dated to the Twelfth dynasty.]]
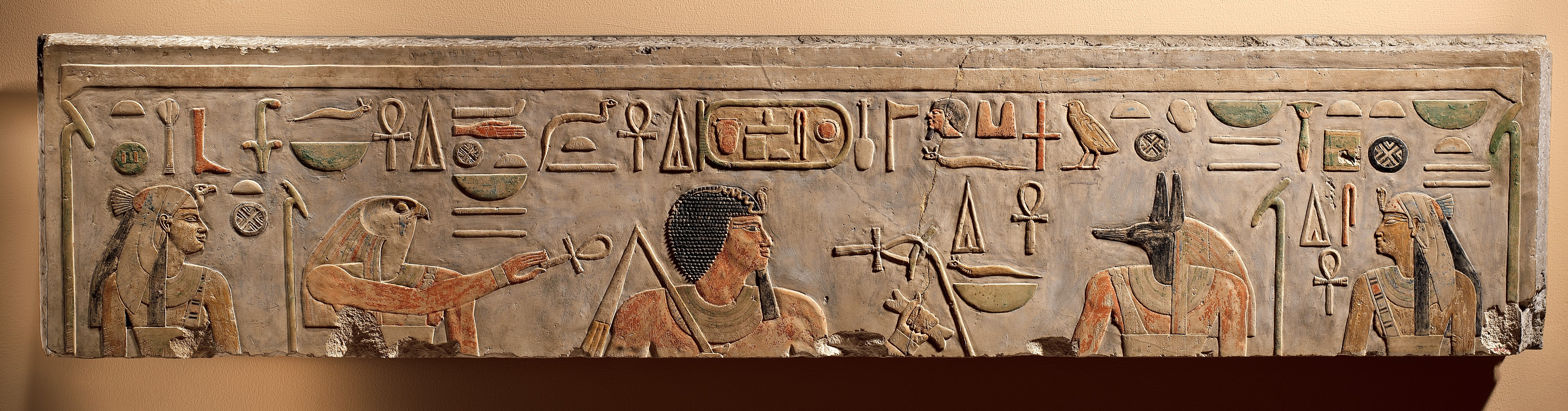
A raised-relief depiction of Amenemhat I accompanied by deities; the death of Amenemhat I is reported by his son Senusret I in the Story of Sinuhe.]]
The ba in bird form, one component of the Egyptian soul that is discussed in the Middle Kingdom discourse Dispute between a man and his Ba]]
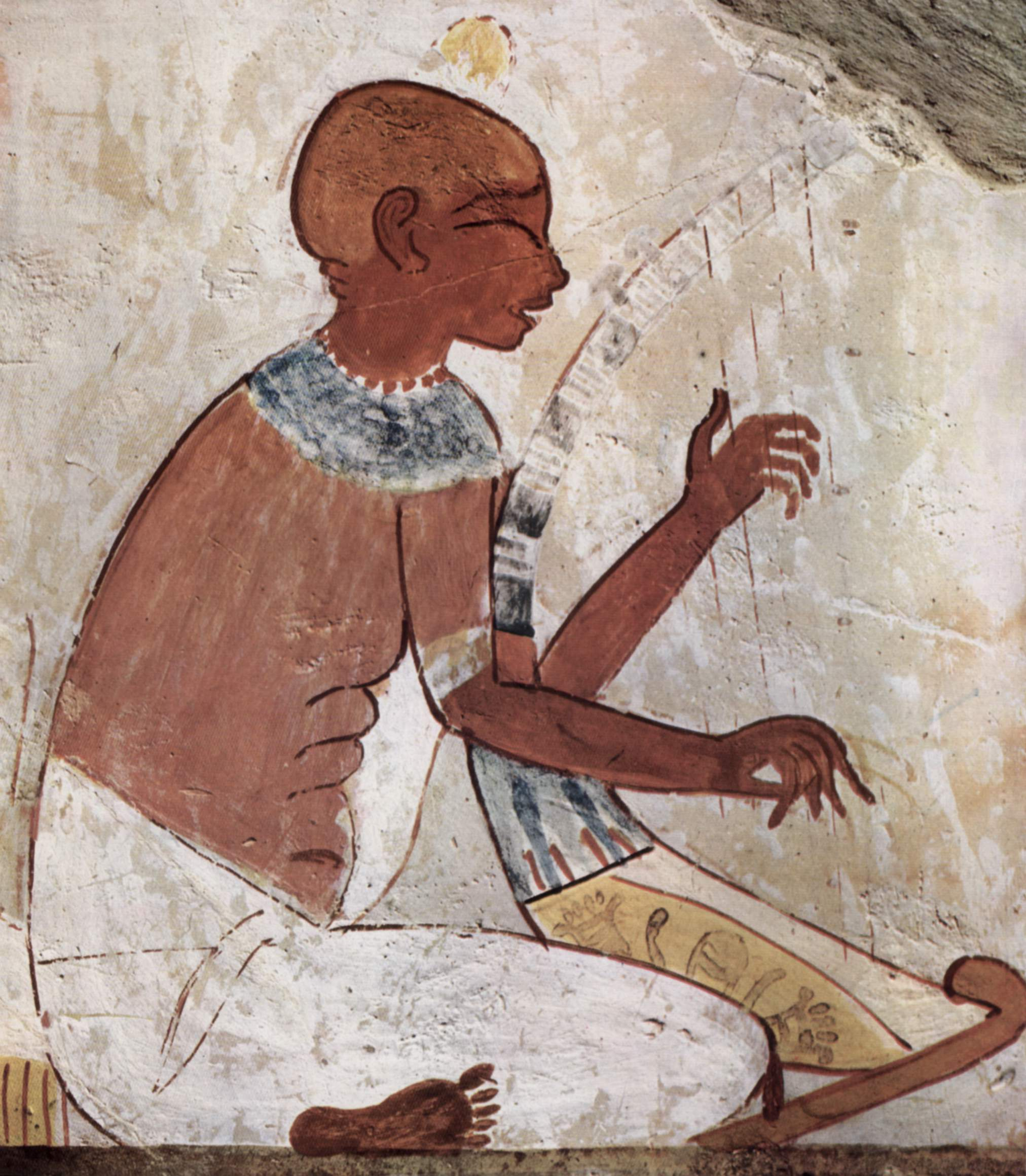
A blind harpist, from a mural of the Eighteenth dynasty of Egypt, 15th century BC]]
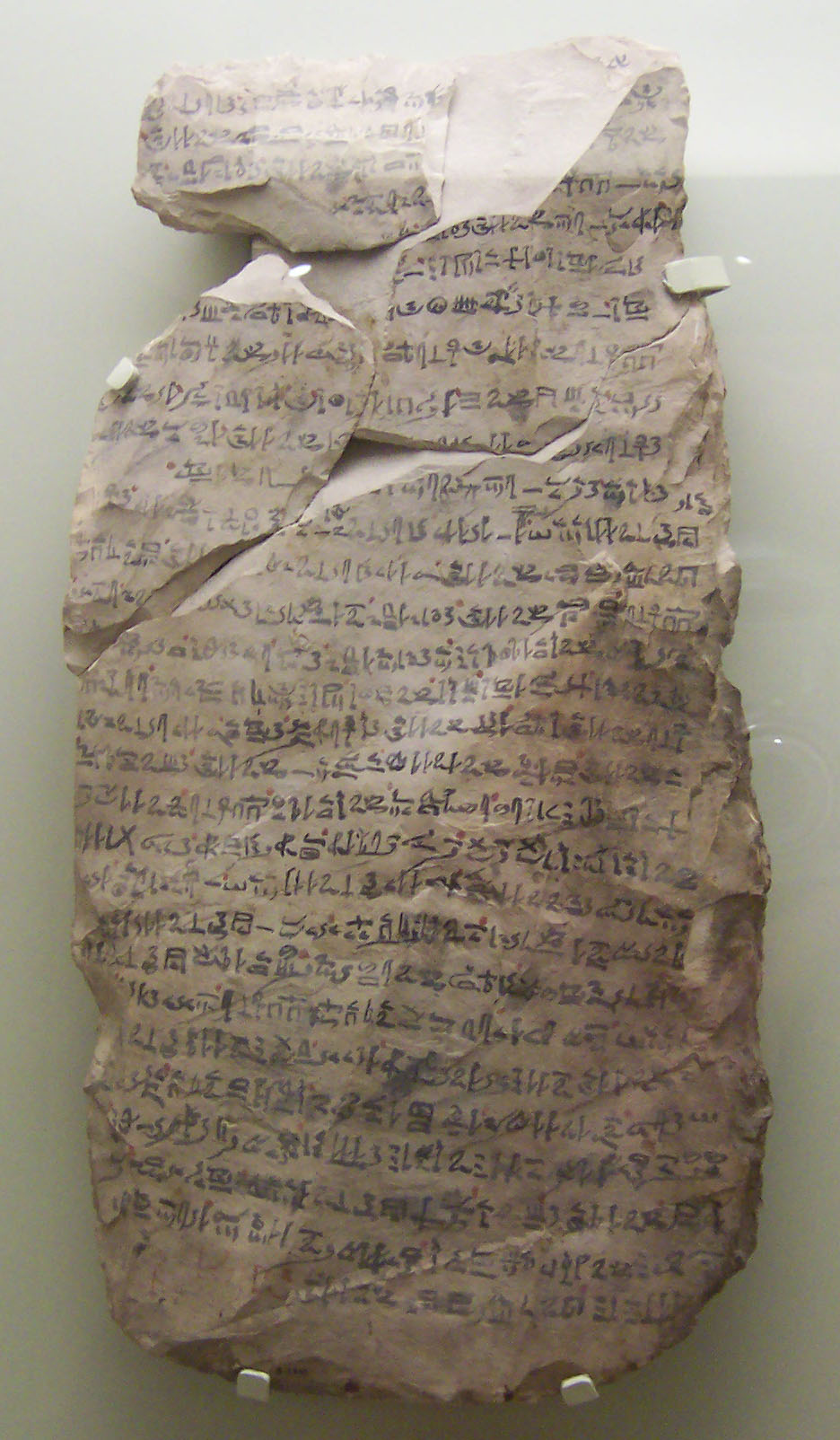
Hieratic script on an ostracon made of limestone; the script was written as an exercise by a schoolboy in Ancient Egypt. He copied four letters from the vizier Khay (who was active during the reign of Ramesses II)]]
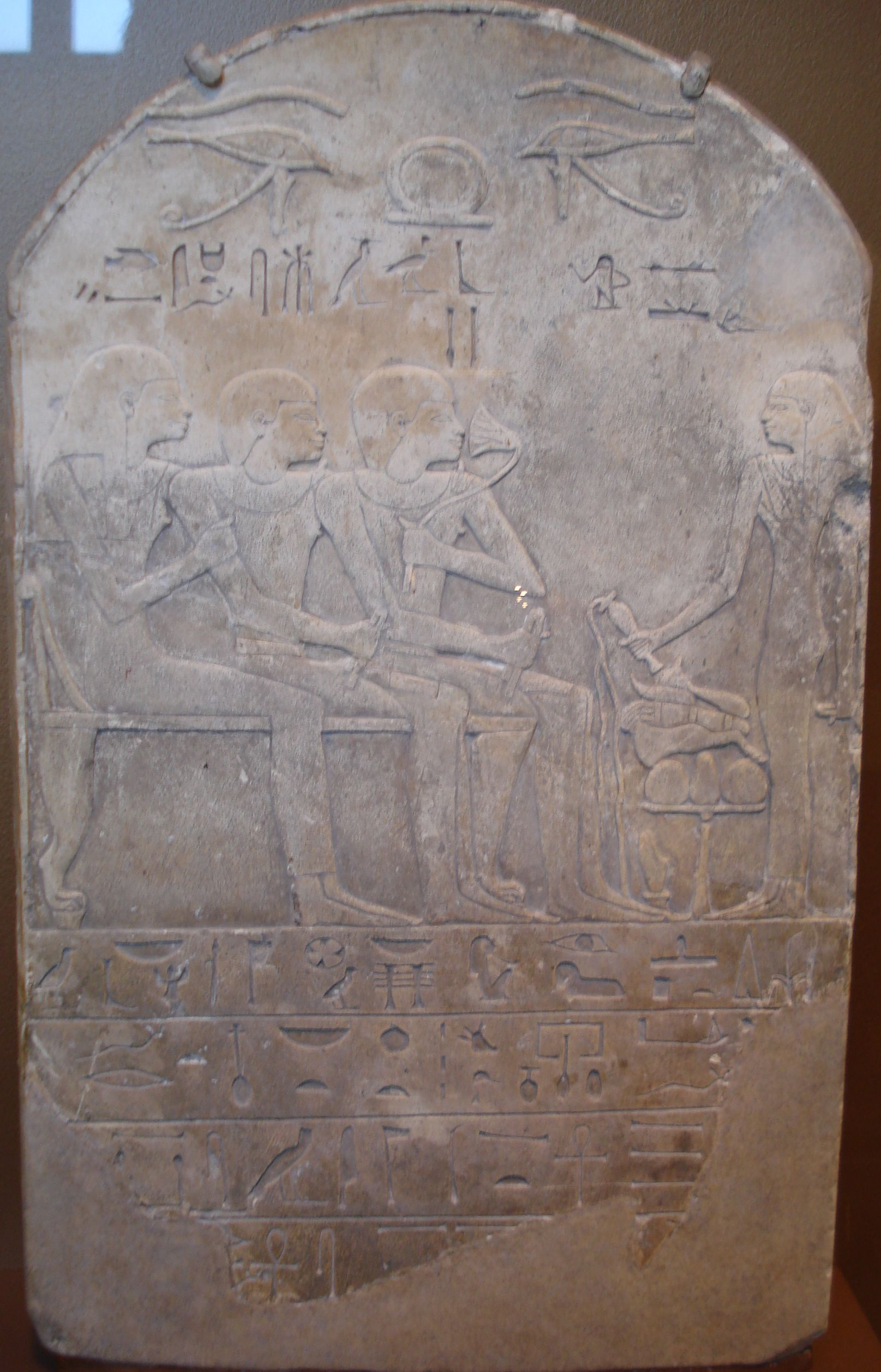
A funerary stela of a man named Ba (seated, sniffing a sacred lotus while receiving libations); Ba's son Mes and wife Iny are also seated. The identity of the libation bearer is unspecified. The stela is dated to the Eighteenth dynasty of the New Kingdom period.]]
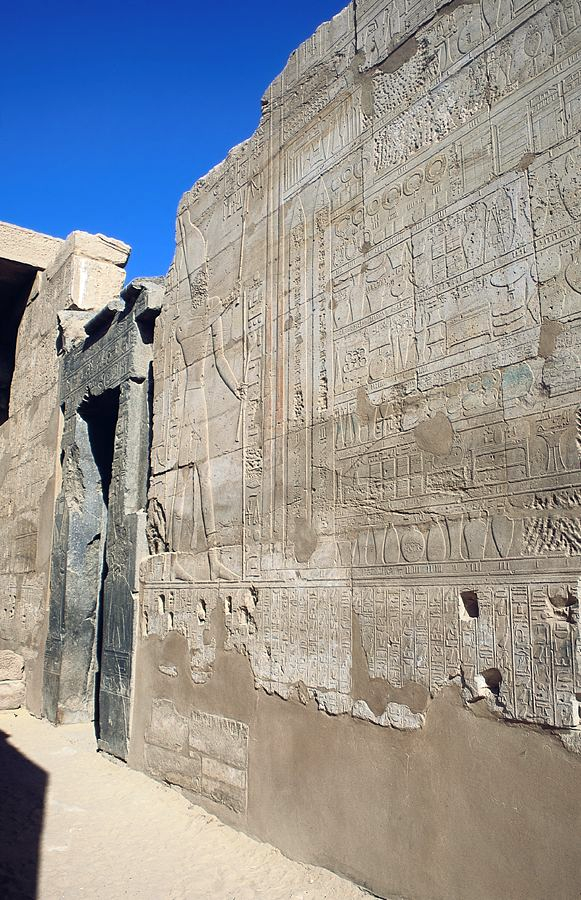
The Annals of Pharaoh Тутмос III at Karnak
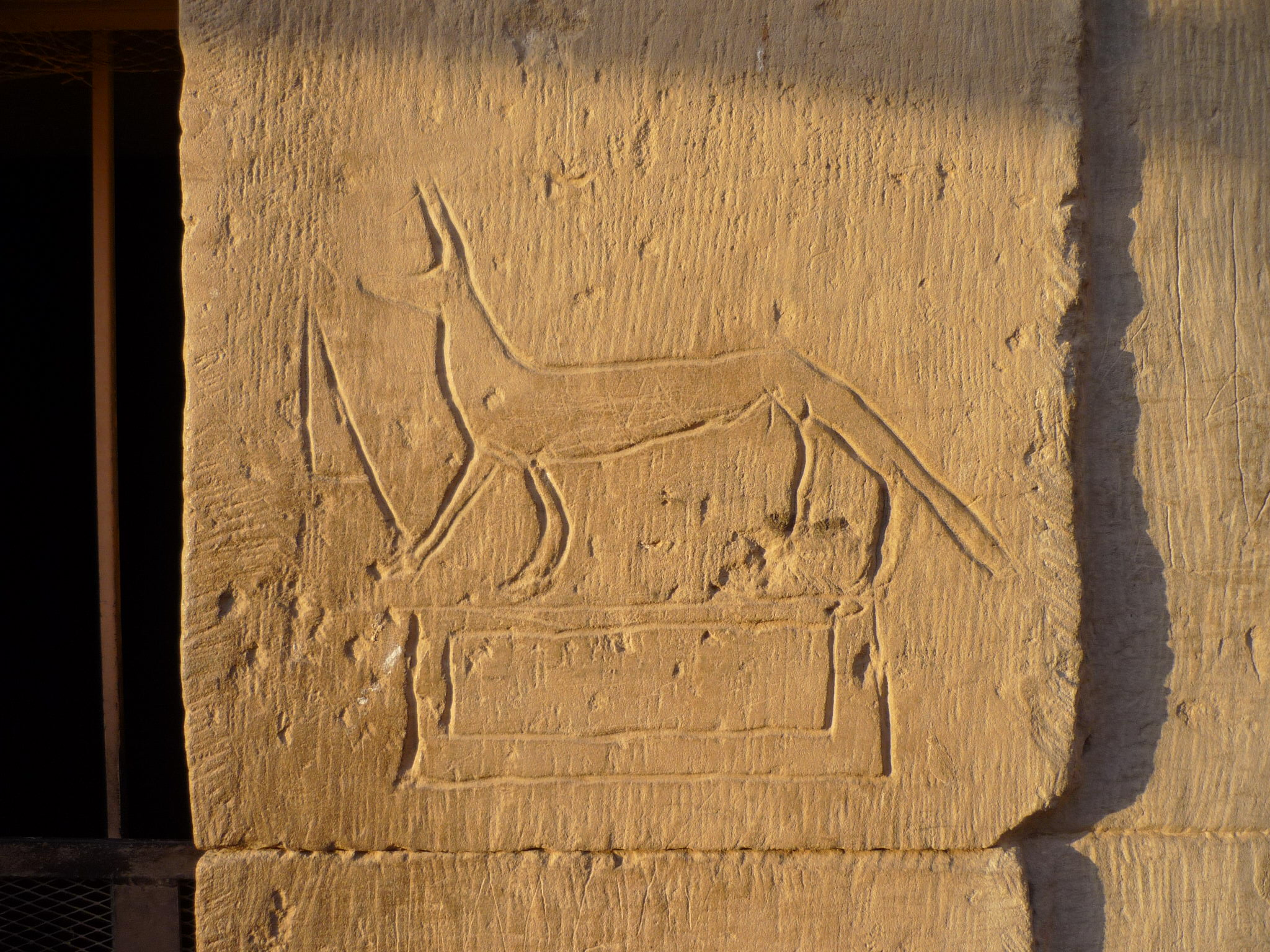
Artistic graffiti of a canine figure at the Temple of Kom Ombo, built during the Ptolemaic dynasty
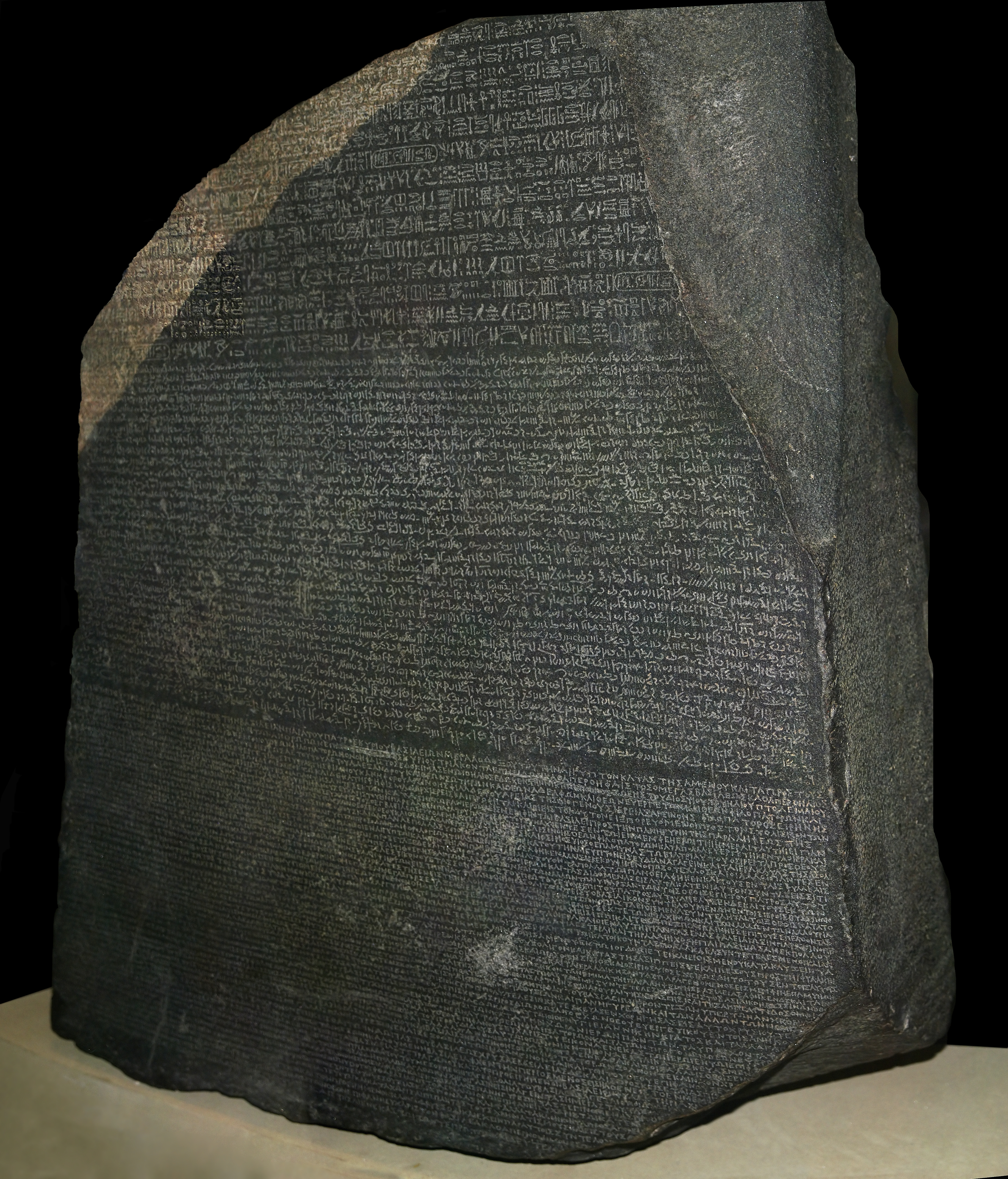
The trilingual Rosetta Stone in the British Museum